# 大果红山茶
大果红山茶（学名：Camellia magnocarpa）是山茶科山茶属的植物。分布在中国大陆的广东、广西等地，目前尚未由人工引种栽培。